# Carl Orff

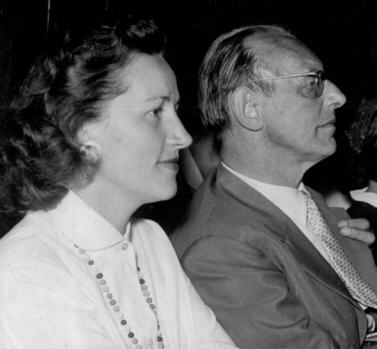
Carl Orff och hans sällskap Lieselotte Holzmeister, 1956.

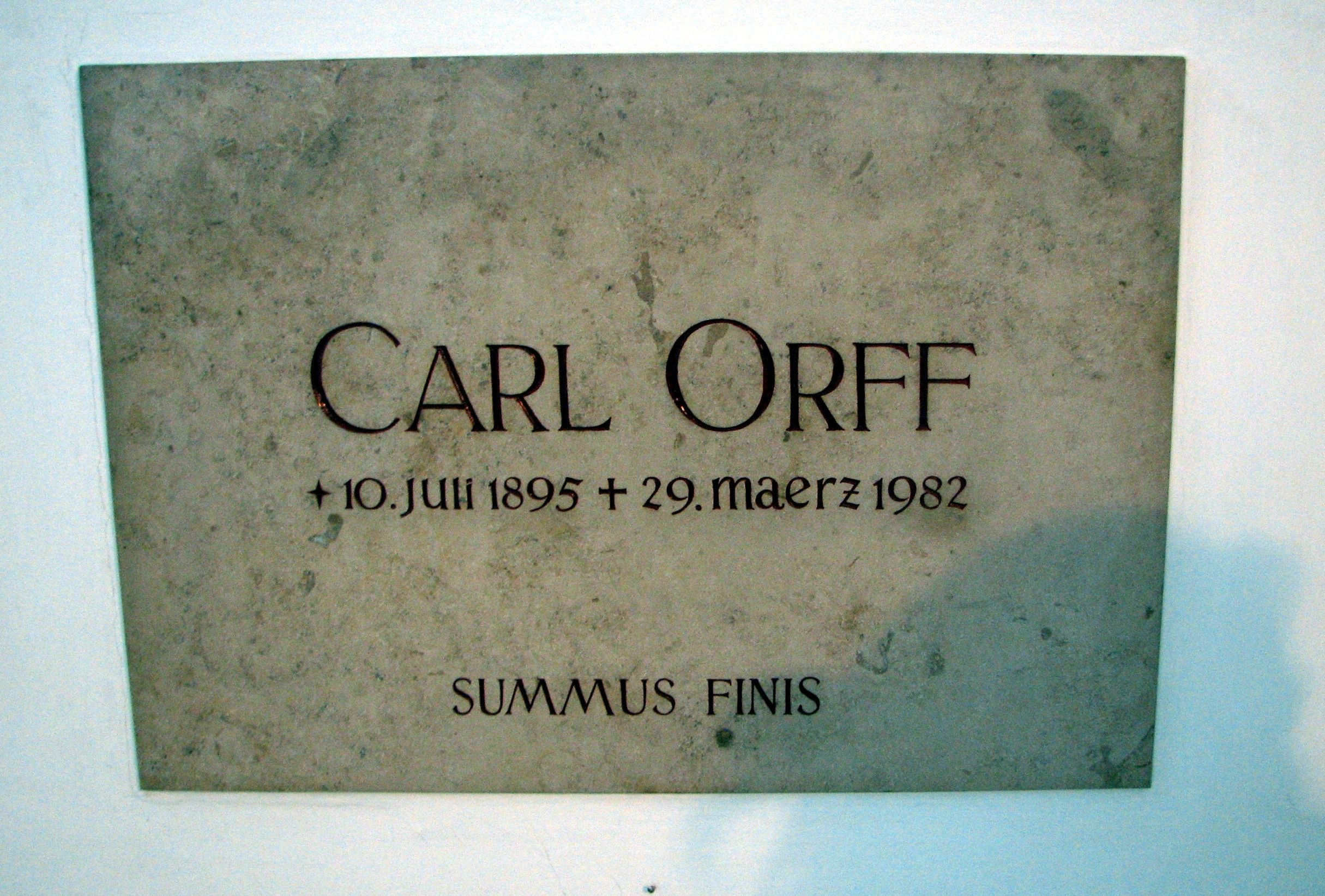
Carl Orffs gravsten i Andechsklostret. Epitafen lyder: "Summus finis".

Carl Orff, egentligen Karl Heinrich Maria von Orff, född 10 juli 1895 i München, död 29 mars 1982 i samma stad, var en tysk kompositör, dirigent och musikpedagog. 
Hans mest kända verk är kantaten Carmina Burana som uppfördes första gången 1937. Orff var enligt egen utsago framförallt influerad av Mozart och Monteverdi, och han har i hög grad gjort sig känd som utforskare av folkliga och medeltida klanger.

## Biografi
Carl Orff tillhörde en gammal bayersk officerssläkt; både morfadern och fadern var officerer. Familjen var mycket musikalisk: både fadern Heinrich Orff och modern Paula, född Köstler, var skickliga pianister. Sonen Carl började ta pianolektioner när han var fem år, lärde sig spela cello och därefter orgel. Efter skolgång vid klassiska grundskolor, kompletterad med undervisning i harmonilära, började han 1912 vid Münchens musikakademi; han hade då redan börjat komponera egna verk. Hans första 19 opus var för en röst och piano, varpå han skrev ett verk om Nietzsches Zarathustra.
Orff avbröt studierna vid musikakademin efter två år, eftersom han föredrog privatundervisning. Hans influenser denna tid inbegrep framför allt Debussy och Richard Strauss. 1916 arbetade han tillfälligt vid Münchens kammarspelteater, men inkallades därefter till östfronten där han stred under första världskriget tills han blev levande begravd, varpå han sändes hem för att tillfriskna, och var sedan verksam vid Mannheim och Darmstadt.
1919 började Orff verka som frilansande kompositör och privatlärare, och vände samtidigt impressionismen och romantiken ryggen för barocken och Monteverdis dramatiska kompositioner. 1924 grundade han tillsammans med gymnastikläraren Dorothee Günther en dans- och gymnastikskola i München, som blev hans experimentverkstad. Han utvecklade särskilda instrument, komponerade ett antal verk för dans, samt var medförfattare till den pedagogiska övningsboken Elementare Musikübung (1932–1935). Han medverkade vid flera musikfestivaler, där han lärde känna andra stora samtida kompositörer, som Stravinskij och Béla Bartók. Under 1930 var han dirigent vid Bachsällskapet i München; samtidigt som han därmed skaffade sig djupa kunskaper om Bach studerade han särskilt opus från äldre musikhistoriska tider, samt utvecklade sinnet för dramatiska effekter och sceniskt uppförande. 1936 framförde han sina pedagogiska verk vid Olympiska spelen i Berlin.
Den 8 juni 1937 fick Orff sitt stora genombrott som kompositör, med uruppförandet av Carmina Burana i Frankfurt am Main. Han hade hittat texten i en publicerad utgåva av de manuskript som hittats i ett benediktinkloster i Bayern. Mottagandet av hans kantat var inte odelat positivt. Kritiker menade att det var en besynnerlig sammanföring av det latinska språket och jazz. Samtidigt stod det klart att en helt ny, "orffisk", stil hade bildats, och hos publiken och pressen gick verket hem. Men det skulle dröja flera år innan Carmina Burana återuppfördes; Orff förblev omstridd bland musikkännare. Carmina Burana är utan jämförelse Orffs mest berömda verk, i synnerhet O Fortuna därifrån. Efter Carmina Burana komponerade Orff sagospel till litterära verk av bröderna Grimm och Shakespeare. 1943 hade Catulli Carmina urpremiär, och 1953 Trionfo di Afrodite; tillsammans med Carmina Burana ingår de i en svit, Trionfi – Trittico teatrale. Han författade några verk med kristet tema: påskspelet Comoedia de Christi Resurrectione och julspelet Ludus de Nato Infante Mirificus. 
Det antogs länge att Orff var medlöpare till nazismen, och att han drog fördel av Tredje rikets diskriminering av judiska kompositörer. Under senare år har bilden omvärderats: Orff var inte medlem i nazistpartiet, sympatiserade inte med deras ideologi och han hade heller inga särskilda befattningar i naziregimen. Många av hans verk var emellertid präglade av samtidens estetik, såsom medeltidsintresset, och nationalromantik genom hans starka förankring i den bayerska kulturen.
Under 1950-talet och framåt var Orff föreläsare i kompositionslära för de högre klasserna vid Musikakademin i München. Han fortsatte sina musikpedagogiska arbeten för barn parallellt med detta, och utgav Musik für Kinder i fem band 1950–1954, och under 1960-talet grundades Orff-Schulwerk vid Mozartakademin samt ett Orffinstitut i Salzburg. 1954–1959 var Orff gift med författaren Luise Rinser.
Bland Orffs senare produktion kan särskilt Antigonae nämnas. Denna bygger på Friedrich Hölderlins tyska tolkning av det antika dramat. Hans sista verk, De Temporum Fine Comoedia (Komedin om den yttersta dagen) brukar framhållas som hans mest personliga verk. 
Carl Orff är begravd i "Schmerzhafte Kapelle" i klosterkyrkan, Kloster Andechs i Bayern.

## Verk i urval
- Trionfi, trilogi som består av tre sceniska kantater:
  - Carmina Burana (1935–1936)
  - Catulli Carmina (1943)
  - Trionfo di Afrodite (1951)
- Kantaten nach Texten von Bert Brecht I (1930, rev. 1973)
- Kantaten nach Texten von Bert Brecht II (1931, rev. 1968)
- En midsommarnattsdröm (Sommernachtstraum), efter Shakespeare (1939)
- Månen (Der Mond), opera (1939, ny version 1951)
- Den klokaste (Die Kluge), opera (1942)
- Die Bernauerin, ett bayerskt stycke, sagospel (1947)
- Antigonae, opera efter Sofokles (1949)
- Astutuli, komedi (1953)
- Commedia de Christi resurrectione (1955)
- Tyrannen Oedipus, opera efter Sofokles (1959)
- Prometheus, opera efter Aischylos (1968)
- De temporum fine comoedia, opera (1973)